# Andreas Faber-Kaiser
Andreas Faber-Kaiser   (Barcelona, 5 d'abril de 1944 - Barcelona, 14 de març de 1994) va ser un ufòleg i escriptor germanocatalà especialitzat en la investigació dels aspectes misteriosos i ocults de la història humana, sobretot en relació amb la teoria dels antics astronautes.

## Biografia
Fill de Will Faber i Emma Kaiser. Will Faber (Saarbrücken, Alemanya 1901 — Barcelona 1987) fou pintor, il·lustrador i dissenyador gràfic alemany. En plena efervescència dels feixismes i donada l'atmosfera asfixiant en què es trobava el seu país, la parella decidí abandonar Alemanya i s'instal·là el 1932, a Barcelona. Andreas, el seu fill, neix el 1944.
Es va llicenciar en filosofia i lletres i el 1972 va obtenir el Premi Nacional d'Astronàutica Julio Marial, pel seu estudi Repercusión de la astronáutica en la vida del hombre. El 1976 va fundar la revista Mundo Desconocido, en col·laboració amb el periodista i investigador argentí Alejandro Vignati, considerada en el seu moment a escala mundial com una de les tres primeres publicacions del gènere, i guardonada el 1980 amb el Premi Secinter a la millor revista especialitzada. Va deixar de publicar-se al novembre de 1982, per bé que va continuar operant des de llavors com a xarxa d'investigació internacional, finançant diversos estudis. L'estiu del 1988 va presentar a Catalunya Ràdio el programa Què Volen Aquesta Gent?, dedicat al fenomen ovni. Des de la seva fundació el 1989 i fins al maig del 1992 va ser conseller editorial i coordinador internacional de la revista Más Allá de la Ciencia, publicada per MC Ediciones i dedicada al món del misteri, de l'esoterisme i la ufologia; això mateix, també va ser conseller editorial de JC Ediciones SA. Del 1988 al 1994 va dirigir i presentar a Catalunya Ràdio el programa Sintonia Alfa, espai centrat en temes ufològics i misteriosos, tot alternant-lo amb el programa especial Arxiu Secret.
L'agost de 1992 va obrir com a primer ponent el Curs Especialitzat en Extensió Cultural: 'Grans Enigmes: Els Ovnis', organitzat per la Universitat Complutense de Madrid dintre dels seus cursos d'estiu i dirigit per J. J. Benítez, constituint el primer curs d'ufologia celebrat en una universitat de l'Estat espanyol.
Els seus viatges d'investigació el van portar a bona part d'Europa, Àsia, Amèrica i Oceania. Resultat d'aquests viatges va ser la publicació d'alguns dels seus llibres, com el polèmic Jesús vivió y murió en Cachemira (1976), on exposava la possibilitat que Jesús de Natzaret no hagués mort a la creu, sinó que un cop guarit de les seves ferides causades durant la crucifixió fugís cap a l'est a la recerca de les tribus perdudes d'Israel i una vegada al Caixmir hagués començat una nova vida, finint a una edat molt avançada de mort natural.
El 1988 va publicar el no menys polèmic Pacto de Silencio, un llibre sobre la síndrome tòxica, una malaltia apareguda el 1981 i causada oficialment pel consum d'oli de colza desnaturalitzat, conseqüència del frau alimentari perpetrat per uns comerciants oliers, que el distribuïen en venda ambulant com oli d'oliva, i que va tenir com a resultat 1.100 morts i més de 60.000 afectats. En aquest llibre, Faber-Kaiser intenta demostrar que la causa de la síndrome tòxica no va ser l'oli de colza, que era totalment innocu, sinó la ingesta de tomates tractades amb una combinació nematicida organotiofosforada (pesticides), concretament amb Nemacur® (fenamiphos) i Oftanol® (isofenphos) de la multinacional Bayer, en un assaig de guerra química pepetrat segurament pel govern dels Estats Units.
En el seu darrer article, publicat en el número 56 (octubre de 1993) de la revista Más Allá de la Ciencia, amb el títol "Confesiones de Andreas Faber-Kaiser entre la vida y la muerte", va reconèixer que era portador del VIH, sense poder explicar-se com havia pogut introduir-se-li a l'interior del cos, i relacionant el fet amb les seves investigacions sobre la síndrome tòxica, ja que tant ell com altres investigadors i metges que havien intentat avançar en l'origen real d'aquesta estranya malaltia van morir o van patir sobtades i estranyes malalties.
Andreas Faber-Kaiser va morir a l'hospital badaloní de Can Ruti (Hospital Germans Trias i Pujol) el 14 de març de 1994, amb 49 anys.

## Obra
- 1971: ¿Sacerdotes o cosmonautas?
- 1972: Cosmos-Cronología general de la Astronáutica
- 1973: Grandes enigmas del Cielo y de la Tierra
- 1976: Jesús Vivió y Murió en Cachemira
- 1980: OVNIs: el archivo de la CIA - Documentación y memorandos
- 1980: OVNIs: el archivo de la CIA - Informes de avistamientos
- 1980: OVNIs: archivos americanos - Documentos militares y de inteligencia
- 1984: La caverna de los tesoros
- 1984: Las nubes del engaño [Crónica extrahumana antigua]
- 1984: Fuera de control [Crónica extrahumana moderna]
- 1985: Sobre el secreto [La isla mágica de Pohnpei y el secreto de Nan Matol]
- 1988: Pacto de silencio
- 1989: El muñeco humano